# Проектирование разработки газовых месторождений
Проектирование разработки газовых месторождений представляет собой процесс исследования, формирования, обоснования и выбора оптимального варианта системы разработки, способной обеспечить рентабельность инвестиций в освоение газового месторождения при соблюдении условий рационального недропользования и экологической безопасности.
Проектирование разработки состоит из ряда этапов

## Этапы проектирования

### Технико-экономическое обоснование
Технико-экономическое обоснование (ТЭО) представляет собой проектный документ, обосновывающий целесообразность освоения месторождения, и состоит из следующих элементов:
- определение целей проекта;
- прогноз внешних условий его реализации;
- установление возможных ограничений;
- составление различных вариантов технологических схем и технических решений;
- оценка сравнительной экономической эффективности;
- оценка побочных социальных и экологических последствий реализации проекта;
- суммарная комплексная оценка проекта и присущей ему степени инвестиционного риска и надёжности полученных оценок.

На основе ТЭО наиболее приемлемый вариант принимается для детальной проектной проработки и утверждается в виде «Технического задания на составление технологического проекта разработки».

### Технологическая схема разработки
Технологическая схема разработки — это комплекс технологических и технических решений по реализации системы разработки, который характеризуется определённой структурой природно-технологического комплекса и проектными технологическими показателями разработки. 

### Проект пробной эксплуатации
Проект пробной эксплуатации определяет задачи, порядок проведения и технологические показатели эксплуатации одной или нескольких скважин, расположенных на опытных участках или полигонах месторождения. Целью проведения пробной эксплуатации является получение геолого-технологической информации, необходимой для составления проекта разработки, а также промыслово-экспериментальной проверки новых технологий и техники.

### Проект опытно-промышленной эксплуатации
Проект опытно-промышленной эксплуатации (ОПЭ) представляет собой геотехнологический проект, составляемый на первой стадии проектирования для ускорения промышленного освоения месторождения путём сочетания задач промышленной разведки и поставки товарной продукции. Одновременно с первой очередью технологической схемы разработки проводится комплекс геолого-геофизических, газогидродинамических и специальных исследований скважин и пластов с целью уточнения геометрических (морфологических) характеристик объекта, коллекторских свойств пласта, запасов газа, активности водоносного бассейна, продуктивности скважин и их добычных возможностей, определения эффективности различных методов интенсификации притока газа к скважине, оценки эффективности различных технических решений. Проекты пробной эксплуатации месторождения (залежи) и технологической схемы опытно-промышленной разработки залежей или участков залежей составляются на срок не более пяти лет.
Результаты ОПЭ служат основой для составления проекта промышленной разработки.

### Технологический проект разработки
Технологический проект разработки определяет рациональную систему разработки объектов и концептуально техническую систему, обеспечивающую рентабельные поставки товарной продукции. 

### Проект промышленной разработки
Проект промышленной разработки является геотехнологическим проектом полного развития системы разработки на периоды постоянной и падающей добычи. Он включает оценки вариантов использования объекта разработки для других технологических целей (таких как перевод в подземное хранилище газа и др.), а также рекомендации по использованию остаточных запасов низконапорного газа после завершения промышленной разработки. Применительно к проектированию разработки газоконденсатных месторождений это означает оценку целесообразности применения вторичных методов разработки. Проект может корректироваться в будущем в ходе авторского надзора или по результатам анализов разработки.

### Проект обустройства месторождения
Проект обустройства месторождения представляет собой совокупность технологического и технического проектов системы добычи, сбора и промысловой подготовки газа и конденсата. Данные проекты составляются для реализации ранее принятого геотехнологического проекта разработки.

### Проекты реконструкции и модернизации
Проекты реконструкции и модернизации системы разработки включают анализ причин отклонения фактических показателей от проектных, анализ фактической эффективности систем, результатов финансовой деятельности недропользователей.

## Компьютерные технологии
Для проектирования разработки газовых и газоконденсатных месторождений широко применяется трехмерное геолого-технологическое моделирование, что позволяет учесть максимальное количество факторов. Полученная модель в дальнейшем используется недропользователем в процессе эксплуатации месторождения.

## В России
Крупнейшими проектными институтами России, осуществляющими проектирование разработки газовых месторождений, являются дочерние общества ОАО «Газпром» — ООО «Газпром ВНИИГАЗ» и ООО «ТюменНИИгипрогаз».